# Moormerland
Moormerland – gmina samodzielna (niem. Einheitsgemeinde) w Niemczech, w kraju związkowym Dolna Saksonia, w powiecie Leer.

## Dzielnice gminy
- Boekzetelerfehn
- Gandersum
- Hatshausen
- Jheringsfehn
- Neermoor
- Oldersum
- Rorichum
- Terborg
- Tergast
- Veenhusen
- Warsingsfehn

## Współpraca
- Malchow, Meklemburgia-Pomorze Przednie